# Chamaeleo ntunte
Chamaeleo ntunte este o specie de cameleon din genul Chamaeleo, familia Chamaeleonidae, ordinul Squamata, descrisă de Necas, Modry și Jan Slapeta în anul 2005. Conform Catalogue of Life specia Chamaeleo ntunte nu are subspecii cunoscute.